# Антигва и Барбуда на Светском првенству у атлетици у дворани 2016.
Антигва и Барбуда је учествовала на 16. Светском првенству у атлетици у дворани 2016. одржаном у Портланду од 17. до 20. марта осми пут. Репрезентација Антигве и Барбуде пријавила је 4 такмичара (2 мушкарца и 2 жене) који су се такмичили у 3 три дисциплине (1 мушка и 2 женске).. На Првенству учествовала су 3 такмичара (1 мушкарац и 2 жене), јер пријављеног Данијела Бејлија није било у стартној листи трке на 60 м, где је био пријављен. нити у списку учесника Антигве и Барбуде са постигнутим резултатима
На овом првенству Антигва и Барбуда није освојила ниједну медаљу. Није било нових националних, личних рекорда ни најбољих резултата сезоне.

## Учесници
| Мушкарци: - Чавон Волш — 60 м | Жене: - Саманта Едвардс — 400 м - Присила Фредерик — Скок увис |

## Резултати

### Мушкарци
| Атлетичар  | Дисциплина | Лични рекорд | Квалификација | Квалификација | Полуфинале | Полуфинале | Финале               | Финале       | Детаљи |
| Атлетичар  | Дисциплина | Лични рекорд | Резултат      | Место         | Резултат   | Место      | Резултат             | Место        | Детаљи |
| ---------- | ---------- | ------------ | ------------- | ------------- | ---------- | ---------- | -------------------- | ------------ | ------ |
| Чавон Волш | 60 м       | 6,59         | 6,66          | 3. у гр 1 КВ  | 6,61       | 6. у пф. 3 | Није се квалификовао | 13 / 53 (56) |        |

### Жене
| Атлетичарка      | Дисциплина | Лични рекорд | Квалификација | Квалификација | Полуфинале | Полуфинале | Финале                | Финале          | Детаљи |
| Атлетичарка      | Дисциплина | Лични рекорд | Резултат      | Место         | Резултат   | Место      | Резултат              | Место           | Детаљи |
| ---------------- | ---------- | ------------ | ------------- | ------------- | ---------- | ---------- | --------------------- | --------------- | ------ |
| Саманта Едвардс  | 400 м      | 53,01 НР     | 53,70         | 4. у гр. 1 кв | 54.67      | 6. у пф. 1 | Није се квалификовала | 12 / 16 (19)    |        |
| Присила Фредерик | Скок увис  | 1,87 НР      |               |               |            |            | Није стартовала       | Није стартовала |        |